# هاني الصقر
هاني الصقر، مواليد ( 8 يناير 1973 ) لاعب كرة قدم كويتي سابق ، لعب في نادي القادسية الكويتي، كما لعب مع منتخب الكويت لكرة القدم.

## مباراة اعتزاله
في يوم 12 أغسطس 2007 أعلن أنه يبحث عن تنظيم مباراة لاعتزاله أمام أحد الفرق المصرية الكبيرة، والنادي الأقرب للعب معه هو نادي الأهلي المصري ، وفي يوم 20 أغسطس 2007 أعلن أن نادي الأهلي المصري قد وافق مبدئيا على إقامة المباراة في شهر فبراير 2008، بعد كأس الأمم الأفريقية لكرة القدم 2008 لضمان حضور جميع لاعبينه الدوليون ، وفي يوم 21 نوفمبر 2007 أعلن النادي الأهلي المصري بأنه لم يوافق حتى الآن للقدوم إلى الكويت في فبراير 2008 ، وفي 22 نوفمبر 2007 بعث نادي القادسية الكويتي بفاكس إلى نادي الأهلي المصري يطلب فيه رسميا لقاءه في شهر فبراير في مهرجان اعتزال اللاعب ، وفي يوم 27 نوفمبر 2007 أعلن النادي الاهلي المصري بأن اعتذر من نادي القادسية الكويتي من المشاركة في مباراة الاعتزال وذلك لتعذر سفر نجومه بسبب ارتباطهم بكأس الأمم الأفريقية لكرة القدم 2008 ، وقد قال المدرب العام في النادي الأهلي المصري حسام البدري بأن النادي الأهلي المصري اعتذر عن عدم المشاركة في الاعتزال بسبب شرط اللاعب الذي قال بأنه يريد مشاركة الأهلي بجميع نجومه، وذلك أمر صعب بسبب مشاركتهم في كأس الأمم الأفريقية لكرة القدم 2008.
و في يوم 19 ديسمبر 2007 أعلن هاني الصقر بأنه سيقيم مباراة اعتزاله في إطار مباريات كأس ولي العهد في مباراة الإياب التي تجمع نادي القادسية الكويتي ونادي السالمية في 20 فبراير 2008 ، وفي يوم 24 يناير 2008 تم تغيير موعد مباراة الاعتزال إلى يوم 26 فبراير 2008 

## روابط خارجية
- هاني الصقر على موقع الاتحاد الدولي (مؤرشف)  (الإنجليزية)